# جين بلالوك
جين بلالوك (بالإنجليزية: Jane Blalock)‏ هي لاعبة غولف أمريكية، ولدت في 19 سبتمبر 1945 في بورتسموث في الولايات المتحدة.

## وصلات خارجية
- الموقع الرسمي
- جين بلالوك على موقع رابطة لاعبات الغولف المحترفات (الإنجليزية)